# Gu Bon-gil
Gu Bon-Gil (født 27 april 1989) er en sydkoreansk sabelfægter.

## Karriere
Han repræsenterede Sydkorea ved sommer-OL 2012 i London, hvor han blev elimineret i tredje runde. Han vandt senere guld i holdkonkurrencen.
Ved sommer-OL 2020 i Tokyo, som blev afholdt i 2021, blev han elimineret i anden runde i den individuelle konkurrence og vandt guld i holdkonkurrencen.
Ved sommer-OL 2024 i Paris vandt han guld.